# Lichtervelde
Lichtervelde é um município belga da província de Flandres Ocidental. O município compreende apenas a vila de Lichtervelde. Em 1 de Janeiro de 2006, o município de Lichtervelde tinha uma população de 8 400 habitantes, uma área total de 25,93 km² o que dá uma densidade populacional de 324 habitantes por km². A igreja da vila tem 64 metros de altura. Nesta vila nasceu o inventor Charles Joseph Van Depoele.